# Afryka (województwo łódzkie)
Afryka – wieś w Polsce położona w województwie łódzkim, w powiecie opoczyńskim, w gminie Żarnów.
W latach 1975–1998 miejscowość administracyjnie należała do województwa piotrkowskiego. Afryka to najmniejsze sołectwo w gminie Żarnów.
Wierni Kościoła rzymskokatolickiego należą do parafii św. Łukasza w Skórkowicach.